# Himalmartensus mussooriensis
Himalmartensus mussooriensis is een spinnensoort uit de familie kaardertjes (Dictynidae).
De wetenschappelijke naam van de soort werd in 2008 als Lathys mussooriensis gepubliceerd door Bijan Kumar Biswas & Rakhi Roy.